# Bulldoggenameisen

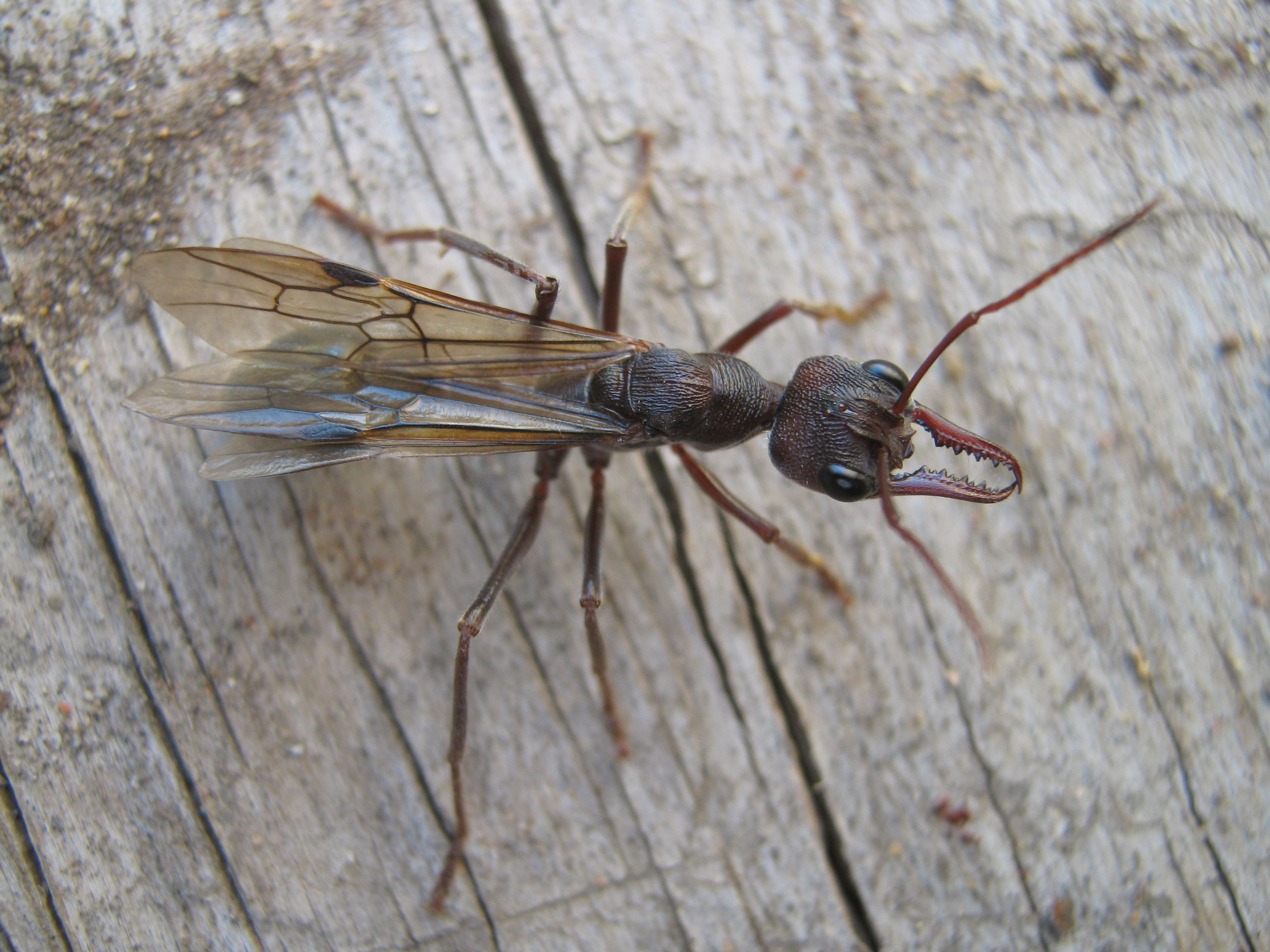
Bulldoggenameisen Jungkönigin

Bulldoggenameisen (Myrmeciinae) sind eine Unterfamilie innerhalb der Familie der Ameisen (Formicidae). Bulldoggenameisen sind heute ausschließlich in Australien und Neukaledonien verbreitet und zählen zu den ursprünglichsten Ameisenarten der Welt.

## Merkmale
Bei Ameisen der Gattung Myrmecia ist das Stielchen, welches Rumpf (Mesosoma) und Hinterleib (Gaster) verbindet, in zwei Segmente, Petiolus und Postpetiolus, unterteilt. Die Mandibeln sind eher außen am Kopf angebracht, sehr lang, mehr oder weniger gerade und mit Zähnen an der Innenseite versehen. Mit ihrer Körperlänge von bis zu 45 Millimetern zählen sie zu den größten und am leichtesten erkennbaren Ameisen Australiens.
Bei Nothomyrmecia macrops, der einzigen Art der damit monotypischen Gattung Nothomyrmecia, sind die Mandibeln länglich und dreiseitig. Sie weisen mehr als 15 Zähne an der Innenseite auf. Das Stielchen besitzt nur ein Segment, welches etwa die gleiche Länge wie das erste Segment des Gasters besitzt. Der Gaster ist glatt und besitzt keine Einschnürungen zwischen den Segmenten. Am Ende des Gasters befindet sich ein Stachel, der aber eingezogen werden kann und so oft schwer sichtbar ist. Die Arbeiter von Nothomyrmecia macrops sind aufgrund ihrer blassgelben Farbe, der großen Augen, der verlängerten Mandibeln, des fehlenden Postpetiolus und des vorhandenen Stachels kaum mit anderen Ameisen Australiens zu verwechseln.
Arthur Schopenhauer beschrieb in Die Welt als Wille und Vorstellung den allgegenwärtigen Kampf in der Natur u. a. anhand der Bulldoggenameise:

„[W]enn man sie durchschneidet, beginnt ein Kampf zwischen dem Kopf- und dem Schwanztheil: jener greift diesen mit seinem Gebiß an, und dieser wehrt sich tapfer, durch Stechen auf jenen: der Kampf pflegt eine halbe Stunde zu dauern, bis sie sterben, oder von anderen Ameisen weggeschleppt werden. Der Vorgang findet jedes Mal Statt.“

## Verbreitung
Bulldoggenameisen sind in den südlichen Regionen Australiens am weitesten verbreitet und zeigen dort die größte Diversität. In den australischen Tropen kommen sie ebenfalls, aber seltener vor. Sie treten oft häufig auf und kommen in einer Reihe von Habitaten wie auch Parks und Gärten vor.

## Systematik
Innerhalb der Unterfamilie Myrmeciinae existieren die beiden Tribus Myrmeciini und Prionomyrmecini, die jeweils eine Gattung beinhalten:
| Myrmeciinae | \| \| Myrmeciini Emery, 1877, Myrmecia (Fabricius, 1804) \| \| \| \| \| \| Prionomyrmecini Wheeler, 1915, Nothomyrmecia Clark, 1934 \| \| \| \| |
|             | \| \| Myrmeciini Emery, 1877, Myrmecia (Fabricius, 1804) \| \| \| \| \| \| Prionomyrmecini Wheeler, 1915, Nothomyrmecia Clark, 1934 \| \| \| \| |
|             | Myrmeciini Emery, 1877, Myrmecia (Fabricius, 1804)                                                                                              |
|             | |
|             | Prionomyrmecini Wheeler, 1915, Nothomyrmecia Clark, 1934                                                                                        |
|             | |

Die Gattung Myrmecia umfasst etwa 90 Arten, während die Gattung Nothomyrmecia aus nur einer Art besteht. Drei weitere Arten sind nur von fossilen Funden bekannt:
- Ameghinoia piatnitzkyi (Viana & Haedo Rossi, 1957)
- Cariridris bipetiolata (Brandao & Martins-Neto, 1990)
- Prionomyrmex longiceps (Mayr, 1868)

Ihre genaue Eingruppierung ist jedoch unsicher, letztere Art ist wohl der Tribus Prionomyrmecini zuzuordnen. Der Name der Unterfamilie leitet sich vom altgriechischen Wort μυρμήκος („myrmecos“) für Ameise ab.

## Mensch und Bulldoggenameisen
Bulldoggenameisen gelten häufig als aggressiv. Gemäß dem Guinness-Buch der Rekorde gilt die Bulldoggenameise als „gefährlichste Ameise der Welt“. Seit 1936 kam es zu drei tödlichen Unfällen mit Menschen, der letzte wurde 1988 gemeldet. Das Gift der Bulldoggenameise ist in der Lage, einen starken allergischen Schock auszulösen und unter gewissen Umständen einen erwachsenen Menschen zu töten.
In Tasmanien wurden nach einer epidemiologischen Studie 2,7 % der Bevölkerung von „Bulldog Ants“ gebissen. 1 % von ihnen zeigten eine lebensbedrohliche Reaktion auf den anaphylaktischen Schock.

“Fearless and belligerent, the inch-long bulldog ant of Australia uses her sharp vision and venomous  stinger to track and subdue formidable prey.”

„Furchtlos und angriffslustig, die zweieinhalb Zentimeter lange Bulldoggenameise benutzt ihren scharfen Blick und giftigen Stachel um beachtliche Beute zu jagen und zu überwältigen.“

Das Immunotoxin von Jack Jumper Ameisen hat eine toxische Wirkung auf maligne Zellen und kann nach Ansicht von Professor Robert Raison in der Krebstherapie angewendet werden.